# 16e Legerkorps (Wehrmacht)
Het Duitse 16e Legerkorps (Duits: Generalkommando XVI. Armeekorps) was een Duits legerkorps van de Wehrmacht tijdens de Tweede Wereldoorlog. Het korps kwam alleen in actie in de Koerland-pocket gedurende het laatst halve jaar van de oorlog. 

## Krijgsgeschiedenis

### Oprichting
Het 16e Legerkorps werd opgericht op 30 oktober 1944  in Koerland door omdopen van Korps z.b.V. Kleffel.

### Inzet

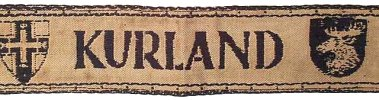
Armband Koerland

Het korps was gepositioneerd als meest oostelijke van alle legerkorpsen in Koerland, met front voor Tukums en met de linkerflank aan de Golf van Riga. Hoewel in actie in het tijdvak waarin de Derde t/m Zesde Koerlandslag zich afspeelden, kwam het korps nooit echt in moeilijkheden. Op 1 maart 1945 beschikte het korps over de 21e Luftwaffenfelddivisie, de 81e Infanteriedivisie en Divisie z.b.V. 300 en op 8 mei 1945 was dit nog steeds de samenstelling van het korps.
Het 16e Legerkorps capituleerde op 8 mei 1945 westelijk van Tukums in Koerland.

## Bovenliggende bevelslagen
| Leger     | Legergroep           | Plaats/regio | Begin           | Eind            |
| --------- | -------------------- | ------------ | --------------- | --------------- |
| 16. Armee | Heeresgruppe Nord    | Koerland     | 30 oktober 1944 | 25 januari 1945 |
| 16. Armee | Heeresgruppe Kurland | Koerland     | 25 januari 1945 | 8 mei 1945      |

## Commandanten
| Rang                   | Naam                    | Begin            | Eind             |
| ---------------------- | ----------------------- | ---------------- | ---------------- |
| Generalleutnant        | Horst von Mellenthin    | 30 oktober 1944  | 20 november 1944 |
| General der Kavallerie | Philipp Kleffel         | 20 november 1944 | 21 november 1944 |
| General der Infanterie | Ernst-Anton von Krosigk | december 1944    | 16 maart 1945    |
| Generalleutnant        | Gottfried Weber         | maart 1945       | 8 mei 1945       |